# Gmina związkowa Katzenelnbogen
Gmina związkowa Katzenelnbogen (niem. Verbandsgemeinde Katzenelnbogen) − dawna gmina związkowa w Niemczech, w kraju związkowym Nadrenia-Palatynat, w powiecie Rhein-Lahn. Siedziba gminy związkowej znajdowała się w mieście Katzenelnbogen.  

## Podział administracyjny
Gmina związkowa zrzeszała 21 gmin, w tym jedną gminę miejską (Stadt) oraz 20 gmin wiejskich (Gemeinde):
1. Allendorf
2. Berghausen
3. Berndroth
4. Biebrich
5. Bremberg
6. Dörsdorf
7. Ebertshausen
8. Eisighofen
9. Ergeshausen
10. Gutenacker
11. Herold
12. Katzenelnbogen, miasto
13. Klingelbach
14. Kördorf
15. Mittelfischbach
16. Niedertiefenbach
17. Oberfischbach
18. Reckenroth
19. Rettert
20. Roth
21. Schönborn

1 lipca 2019 gmina związkowa została połączona z gminą związkową Hahnstätten tworząc nowa gminę związkową Aar-Einrich. 